# Canal de Piombino

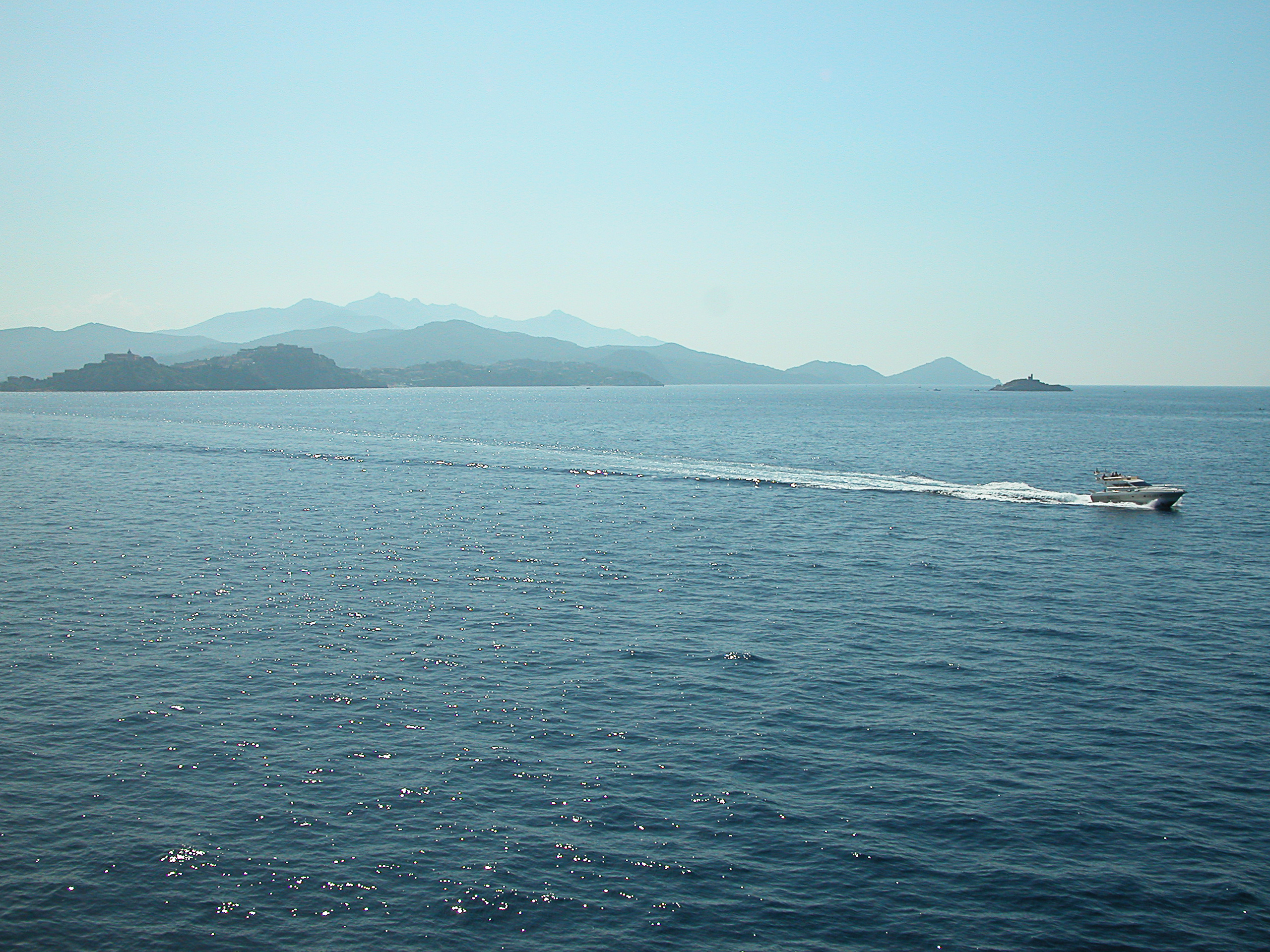
El canal de Piombino i l'illa d'Elba

El canal de Piombino (en italià,  Canale di Piombino ) és un estret braç de mar que separa la costa oriental de l'illa d'Elba de la costa toscana, precisament en les proximitats del promontori i de la ciutat de Piombino.
El braç de mar, amb el canal de Còrsega, constitueix també el punt d'unió entre el mar de Ligúria al nord i el mar Tirrena al sud.
A prop de la costa oriental de l'illa d'Elba, el canal de Piombino inclou també l'illa de Cerboli i la de Palmaiola, a més de dos illots menors propers a la costa oriental d'Elba (Isola dei Topi i Isolotto di Ortano).